# Machiko Hasegawa
Machiko Hasegawa (長谷川町子 Hasegawa Machiko) (Fukuoka, 30 gennaio 1920 – Taku, 27 maggio 1992) è stata una fumettista giapponese, specializzata in manga.
È stata una delle prime mangaka donna.
Ha iniziato nel 1946 con le strisce della serie Sazae-san, sulla vita quotidiana della protagonista e della sua famiglia, che è lo specchio della famiglia giapponese. Ha raggiunto notorietà nazionale attraverso il quotidiano Asahi Shinbun, sul quale ha iniziato a pubblicare nel 1949 fino al suo ritiro nel febbraio 1974. Tutti i suoi fumetti sono stati raccolti in Giappone in formato librario. Fino alla metà degli anni novanta gli editori di Hasegawa avevano venduto oltre 60 milioni di copie nel solo Giappone.
Delle sue strisce di fumetti fu trasmessa una versione radiofonica nel 1955, e una versione anime nel 1969 che va in onda tuttora.
Gran parte dei suoi fumetti sono stati tradotti in inglese col titolo The Wonderful World of Sazae-san.
Nel 1992 è stata insignita del People's Honour Award per la sua capacità di arricchire e dare conforto alla società del dopoguerra attraverso gli anime. Dopo la sua morte è stato aperto un museo in suo onore a Tokyo.